# Cornallis indica
Cornallis indica là một loài bọ cánh cứng trong họ Cerambycidae.